# Эскадрон литовских татар Императорской гвардии Наполеона
Эскадрон литовских татар Императорской гвардии Наполеона (фр. Tartares Lituaniens de la Garde Impériale / лит. Imperatoriškosios Gvardijos Lietuvos totoriai) — лёгкая кавалерия Императорской гвардии Наполеона на службе французской армии с 1812 по 1814 год, состоящая из польско-литовских татар. 
Первым командиром эскадрона был командир эскадрильи Ахматович, который был убит в Вильно, и его сменил капитан Улан, который руководил формированием до конца войны. После первого отречения Наполеона все иностранные части во Франции были расформированы, за ними последовал полк.

## Происхождение
В XIV веке несколько семей из татарских племён Крыма последовали за великим князем Витовтом в Литву, где служили его личной охраной в Тракайском островном замке. После польско-литовской унии 1385 года татары разделились и образовали общины в нескольких деревнях.
В отличие от христианского литовского народа, татары были мусульманами; им была предоставлена свобода вероисповедания и они были освобождены от налогов, но вместе с тем должны были нести военную службу. В XVIII веке, после разделов Польши и Литвы Россией, Австрией и Пруссией, татары попали под власть России. Некоторые татарские добровольцы служили в армии Варшавского герцогства после создания герцогства Наполеоном в 1807 году.

## Организация
В июне 1812 года генерал Михал Сокольницкий предложил Наполеону создать полк из польско-литовских татар. Он писал об «их честности, а также об их храбрости». Несмотря на надежды Наполеона на то, что отряд может насчитывать до тысячи солдат, татарских добровольцев удалось найти только для формирования эскадрона. В его состав входили 123 человека, в том числе командир эскадрона, один майор, четыре капитана, 7 лейтенантов и младших лейтенантов, а также 110 унтер-офицеров и солдат. В эскадрилье также был имам Аслан Алей, служивший младшим лейтенантом.
Подразделение было официально создано в октябре 1812 года и передано под командование полковника Мустафы Мурзы Ахматовича, который оплатил снаряжение и обмундирование эскадрона. Татары были приписаны к 3-му Литовскому уланскому полку императорской гвардии в качестве разведчиков.

## Военная кампания
Эскадрон участвовал во французском вторжении в Россию в 1812 году в составе 6-й кавалерийской бригады Императорской гвардии (отборные жандармы, 3-й улан и татары). Они понесли тяжёлые потери во время вторжения, особенно в Вильно с 10 по 12 декабря, где был убит командир эскадрона Ахматович с 34 своими людьми. Татары также участвовали в битве при Калише 13 февраля 1813 года. Оставшиеся в живых были сначала включены в состав остатков 3-го уланского полка, который был почти уничтожен под Слонимом в октябре 1812 года, а затем объединён с польскими уланами Императорской гвардии, где они сформировали 15-ю роту, считающуюся «Средней гвардией». К этому времени польско-литовских татар возглавлял капитан Самуил Мурза Улан с лейтенантами Ибрагимом и Асланом Алеем в качестве заместителей командира, общая численность которых составляла всего 53 человека.
С апреля по июнь 1813 года, по рекомендации старшего полковника Даутанкура, капитан Улан пытался набрать новых кавалеристов и уехал во Францию с марешаль-де-логисом Самуэлем Янушервским. На тот момент формирование насчитывало 47 человек, ему было отказано в подкреплении иностранных солдат в Меце, после чего тот отправился в Париж, чтобы заручиться поддержкой военного министра Анри-Жак-Гийома Кларка. Безуспешно Улан и 24 новобранца вернулись во Фридберг на квартиры польских улан.
Польско-литовские татары продолжали служить под командованием капитана Улана в составе польских улан во время немецкой кампании 1813 года, участвуя в боях под Дрезденом, Петерсвальдау, Лейпцигом и Ханау. Затем татары были переведены в 3-й польский разведывательный полк Императорской гвардии и понесли дальнейшие потери во время французской кампании 1814 года: 6 убитых и 7 взятых в плен. После отречения Наполеона 6 апреля немногие выжившие уланы вернулись в Литву. По словам Пигерда, к концу кампании погибло 100 человек из первоначальных 123 человек.